# Шван (город)
Шван (нем. Schwaan) — город в Германии, в земле Мекленбург-Передняя Померания.
Входит в состав района Бад-Доберан. Подчиняется управлению Шван.  Население составляет 5087 человек (на 31 декабря 2010 года). Занимает площадь 38,28 км². Официальный код  —  13 0 51 071.
Название города переводится с немецкого как лебедь.
Входит в сеть ростокского S-Bahn.